# Hemiphileurus gloriae
Hemiphileurus gloriae är en skalbaggsart som beskrevs av Ponchel 2009. Hemiphileurus gloriae ingår i släktet Hemiphileurus och familjen Dynastidae. Inga underarter finns listade i Catalogue of Life.